# (5944) Utesov
(5944) Utesov (1984 JA2) – planetoida z pasa głównego asteroid okrążająca Słońce w ciągu 5,25 lat w średniej odległości 3,02 j.a. Odkryta 2 maja 1984 roku.